# سنت الألومنيوم 1974
سنت الألومنيوم لعام 1974 هو عملة معدنية بقيمة سنت واحد اقترحتها دار سك العملة الأمريكية في عام 1973. كانت تتألف من سبيكة من الألومنيوم والمعادن الشحيحة، وكان الهدف منها أن تحل محل سنت النحاس والزنك في الغالب بسبب ارتفاع تكاليف إنتاج العملات المعدنية في سبائك البرونز التقليدية. من بين 1,571,167 قطعة نقدية سكت تحسبًا لإصدارها، لم يطرح أي منها للتداول. ولتشجيع دعم الكونجرس للسبيكة الجديدة، قامت دار سك العملة بتوزيع عدة أمثلة على أعضاء الكونجرس الأمريكي. وعندما رفض سنت الألومنيوم المقترح، قامت دار سك العملة بسحب تلك العملات المعدنية وإتلافها.

## تاريخ
في أواخر عام 1973، ارتفع سعر النحاس في الأسواق العالمية إلى درجة أصبحت فيها القيمة المعدنية للسنت مساوية تقريبًا لقيمته الاسمية. واجهت دار سك العملة الأمريكية، التي تنتج مليارات السنتات سنويًا، عجزًا تشغيليًا كارثيًا محتملًا بسبب قضايا سك العملات. ونتيجة لذلك، قامت دار سك العملة باختبار معادن بديلة، بما في ذلك الألومنيوم والفولاذ المطلي بالبرونز. واختير تركيبة من الألومنيوم بنسبة 96% (مع العناصر الشحيحة). واختيرت التركيبة نظرًا لطول عمرها عند استخدام قوالب العملات المعدنية ومقاومة الألومنيوم العالية للتشويه، على الرغم من أنها انتجت في عام 1973، إلا أنها سُكت باستخدام قوالب مؤرخة عام 1974 تحسبًا لطرحها للتداول في ذلك العام.
وفي محاولة للحصول على القبول للتكوين الجديد، وزعت دار سك العملة ما يقرب من ثلاثين نموذجًا على مختلف أعضاء لجنة الخدمات المصرفية والعملة بمجلس النواب ولجنة الشؤون المصرفية والإسكان والشؤون الحضرية بمجلس الشيوخ. وتلقى تسعة من أعضاء الكونجرس وأربعة من أعضاء مجلس الشيوخ أمثلة، إلى جانب بعض مسؤولي وزارة الخزانة. ووزعت عينات إضافية من قبل مدير دار سك العملة ماري بروكس. وفي النهاية، رفض الاقتراح في الكونجرس، ويرجع ذلك أساسًا إلى جهود صناعات تعدين النحاس وآلات البيع، التي شعرت أن عملات الألومنيوم ستؤدي إلى تعطيل الآلات أو تسبب مشاكل ميكانيكية أخرى. وجاءت المعارضة أيضًا من أطباء الأطفال وأخصائيي أشعة الأطفال الذين أشاروا إلى أنه إذا تناول الأطفال سنتات الألمنيوم، فسيكون من الصعب اكتشافها باستخدام التصوير بالأشعة السينية لأن الكثافة الإشعاعية للمعدن داخل الجهاز التنفسي والجهاز الهضمي كانت مماثلة لتلك الموجودة في الأنسجة الرخوة. بالإضافة إلى ذلك، انخفض سعر النحاس بما يكفي لجعل صناعة سنتات النحاس مجدية اقتصاديًا مرة أخرى، وعلى العكس من ذلك، جعل اكتناز النحاس بلا معنى. لم تكتشف فكرة تغيير تركيبة السنت مرة أخرى حتى الثمانينيات، عندما غُيّرت تركيبة العملة في عام 1982 إلى سبيكة الزنك الأساسية الحالية بنسبة 99.2% والنحاس بنسبة 0.8% مع طلاء من النحاس النقي، مما أدى إلى تخفيض الوزن بنسبة %20.